# نفتينيا

العلم الفعلي لمنيليك الثاني ، الذي اعتبره البعض «علم نفتينيا» على الرغم من عدم وجود علم بهذا الاسم الدقيق في تلك الحقبة.

نفتينيا (بالأمهرية: ነፍተኛ)‏، مستوطنًا عمل في إطار عملية التوسع الإقليمي وإنشاء إثيوبيا الحديثة في أواخر القرن التاسع عشر. بمعناها الحرفي، تشير كلمة نفتينيا إلى المحتلين العسكريين الذين استقروا في المناطق الطرفية لإثيوبيا ، بما في ذلك أجزاء منطقة أوروميا، والأمم الجنوبية، والجنسيات وجامبيلا، ومنطقة بنيشنقول-قماز ومنطقة تيغراي من أواخر القرن التاسع عشر. فصاعدا من مملكة شيوا. كان غزاة شيوان الذين وصفوا بـ نفتينيا، في الأصل مجموعة متعددة الأعراق من الحكام الأرستقراطيين لمملكة شيوا ويتكون معظمهم من الأمهرة، وكانوا أعضاء رفيعي المستوى في البلاط الملكي لمنيليك الثاني وجنودهم. وفي الآونة الأخيرة، تم تطبيق المصطلح على متطرف أمهرة.
نفتينيا هو اسم مرتبط غالبًا بعرق الأمهرة، ثاني أكبر مجموعة عرقية من حيث عدد السكان في إثيوبيا ، سواء فيما يتعلق بالمستوطنين التاريخيين في المدن أو على طول الطرق الرئيسية في جميع أنحاء إثيوبيا.